# A Lonely Place to Die
A Lonely Place to Die è un film del 2011 diretto da Julian Gilbey.

## Trama
Un gruppo di cinque alpinisti, gli esperti Alison e Rob, la coppia sposata Alex e Jenny e il più giovane Ed, impegnati in escursioni e scalate nelle Highlands, si imbattono in una ragazzina, letteralmente sepolta viva, nel profondo della foresta. Liberata dal suo luogo di prigionia la terrorizzata ragazzina, che non parla inglese e di cui scoprono solo il nome, Anna, la portano in salvo con loro, diventando così inevitabile preda degli spietati rapitori, disposti ad uccidere senza alcuna esitazione per recuperarla e poter ottenere i milioni di euro del riscatto.

## Produzione
Le riprese cominciarono il 13 maggio 2010 in Scozia, con il titolo provvisorio di The Grave at Angel's Peak. Julian Gilbey riprese il film basandosi sulla sceneggiatura di The Long Weekend di Will Gilbey. Il lungometraggio è prodotto da Carnaby International. Franka Potente doveva originariamente interpretare Alison, ma fu successivamente sostituita da Melissa George.
Nell'aprile 2011, il film fu proiettato in anteprima mondiale all'Actionfest Film Festival di Asheville, dove vinse i premi 'Miglior Film' e 'Miglior Regista'. A maggio, Kaleidoscope Entertainment acquisì i diritti per distribuirlo nel Regno Unito.

## Critica
L'aggregatore di recensioni Rotten Tomatoes gli assegna una valutazione complessiva del 76%, sulla base di 22 recensioni positive su 29, per un voto medio di 6.2/10.